# Неосновательное обогащение
Неосновательное обогащение — приобретение или сбережение имущества за счет другого лица без установленных законом, иными правовыми актами или сделкой оснований.

## Неосновательное обогащение в российском законодательстве
Обязательства вследствие неосновательного обогащения регулируются главой 60 Гражданского кодекса РФ. В соответствии со статьей 1102 ГК РФ приобретатель обязан возвратить потерпевшему неосновательно приобретенное или сбереженное имущество.
К неосновательному приобретению (сбережению) имущества, могут приводить:
- действия потерпевшего (уплата чужого долга, повторная оплата уже оплаченного товара, передача излишнего товара покупателю, оказание услуг без подписания договора о них и т. п.);
- действия приобретателя имущества (получение почтового перевода, пришедшего на имя однофамильца, и т. п.);
- действия третьих лиц (ошибочная выдача груза перевозчиком не получателю, указанному в накладной, а другому лицу, ошибочный перевод платежа банком не тому получателю, ошибочная уборка нанятыми владельцем земельного участка работниками части урожая с соседнего участка и т. п.).

Согласно статье 1109 ГК РФ, не подлежат возврату в качестве неосновательного обогащения:
1) имущество, переданное во исполнение обязательства до наступления срока исполнения, если обязательством не предусмотрено иное;
2) имущество, переданное во исполнение обязательства по истечении срока исковой давности;
3) заработная плата и приравненные к ней платежи, пенсии, пособия, стипендии, возмещение вреда, причиненного жизни или здоровью, алименты и иные денежные суммы, предоставленные гражданину в качестве средства к существованию, при отсутствии недобросовестности с его стороны и счетной ошибки;
4) денежные суммы и иное имущество, предоставленные во исполнение несуществующего обязательства, если приобретатель докажет, что лицо, требующее возврата имущества, знало об отсутствии обязательства либо предоставило имущество в целях благотворительности.

## Римское частное право о неосновательном обогащении
Иск о возврате неосновательного обогащения называют кондикционным иском. В римском праве термином condictio обозначались используемые в формулярном процессе особые обязательственные иски, в которых не приводилось основание, из которого они вытекали. Они имели абстрактный характер и были направлены на получение определённой денежной суммы (certa pecunia) или определённой вещи (certa res).
Первоначально этот иск возникал только из строго определённых контрактов (стипуляции, займа, так называемого книжного долга), но со временем он стал применяться и к отношениям, в которых ответчик обязан был вернуть истцу определённую вещь, которой он незаконно лишил последнего, либо её стоимость.
Римские юристы выделяли:
- condictio indebiti (иск о возврате недолжно уплаченного) — ошибочный платеж долга, в действительности не существующего;
- сondictio causa data causa non secuta (иск о возврате предоставления, цель которого не осуществилась) — например, уплачивалась определённая сумма для организации поездки лица по определённому делу в другой город, переданы вещи в качестве приданого в связи с ожидаемым браком, а поездка или брак не состоялись;
- сondictio ex causa furtiva (иск о возврате полученного посредством кражи);
- сondictiones sine causa — другие случаи, например, когда денежная сумма или иные вещи поступили в имущество данного лица на законном основании, но затем основание отпало (causa finita); например, в обеспечение обязательства был дан залог; обязательство было исполнено, а залог продолжает оставаться у кредитора.

## Соотношение виндикации и кондикции
Так называемая виндикационная теория Савиньи гласит, что кондикция применяется в тех случаях, когда вещи одного лица фактически потреблены другим лицом или смешались с однородными вещами этого лица, так что собственник вещей утрачивает возможность предъявить виндикационный иск для их истребования. Согласно этой теории, смешение вещей само по себе влечет прекращение права собственности на них у потерпевшего и возникновения права собственности у приобретателя.
У данной теории есть свои противники[кто?], которые считают, что Гражданский кодекс РФ не предусматривает такого основания перехода права собственности на вещь, как её смешение с вещами приобретателя. Данное обстоятельство является основным отличием этих институтов.

## Соотношение кондикции и деликтных исков
Согласно принципу вины, в случае виновности обогатившегося лица необходимо предъявлять к нему деликтный иск. В обратном случае (при отсутствии признака вины в поведении обогатившегося лица), необходимо оценивать предъявленный к нему иск как иск о возвращении неосновательного обогащения.